# Еки езу
Актюбинский областной театр эстрады и миниатюры «Екі езу» — бывший театр эстрады и миниатюр в городе Актобе, ныне — труппа Актюбинского областного театра драмы.
Театр «Екі езу» был создан актюбинским сатириком Нурлыбеком Жубатканом в 1998 году. 2 апреля 2001 года театр стал государственным. Театр был одним из двух государственных театров сатиры Казахстана (второй — шымкентский театр «Шаншар»). В 2013 году стало известно, что со следующего года театр прекратит существование и станет третьей труппой областного театра драмы им. Тахави Ахтанова. Такое решение обосновывается нехваткой средств для содержания отдельного театра.
Конкурсы и фестивали:
- В 2002 году коллектив театра стал лауреатом I Республиканского конкурса юмора и сатиры в Алма-Ате.
- В том же году театр получил Гран-при V Международного творческого фестиваля «Шабыт»